# Stuw van Lieze

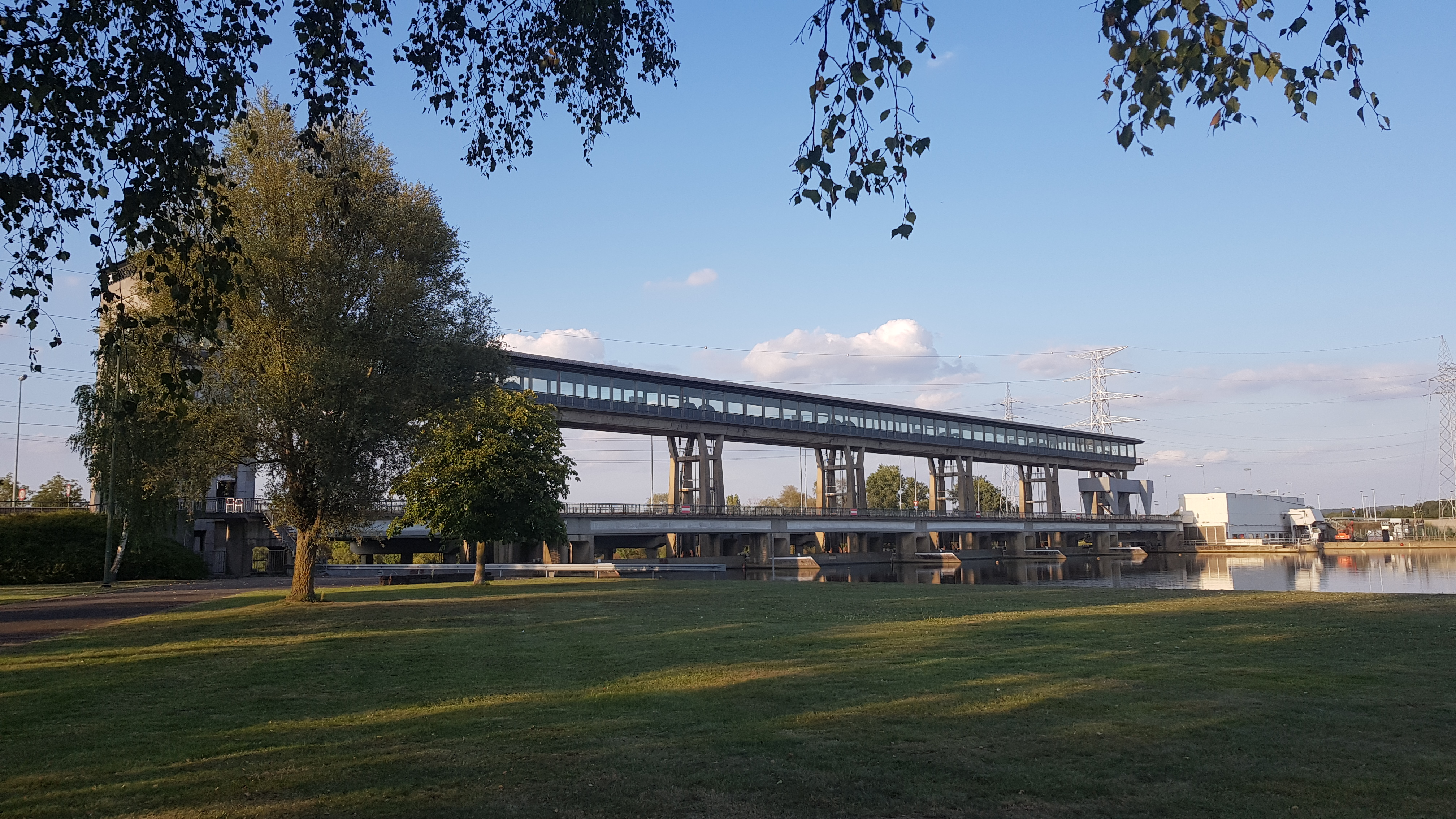
Stuw van Lieze met brug

De stuw van Lieze (Frans: barrage de Lixhe) is een stuw in de rivier de Maas in de Belgische provincie Luik, in de gemeente Wezet. 
Aan de stuw is een hydro-elektrische centrale gekoppeld die in 1979 in gebruik werd gesteld. De centrale heeft vier turbines met een nominaal vermogen van 5.300 kW en levert jaarlijks gemiddeld 60  miljoen kWh.
De stuw heeft tevens een belangrijke functie in het reguleren van het waterpeil in het Kanaal van Ternaaien en het Albertkanaal. Het hoogteverschil bij de stuw is 6,7 meter. Aan de oostkant van de stuw is een vistrap. Naast de stuw ligt een verkeersbrug.